# Palazzo di Majo (Nápoly)
A Palazzo di Majo egy 17. századi nápolyi palota. A palotát Ferdinando Sanfelice építette Bartolomeo di Majo, helyi nemesúr megbízásából. A francia uralom alatt az udvarát áthelyezték, helyet adva az épülő Corso Napoleone-nak.